# Ole Bjur
Ole Bjur (Rødovre, 13 settembre 1968) è un dirigente sportivo ed ex calciatore danese, di ruolo centrocampista.

## Palmarès

### Giocatore

#### Club

##### Competizioni nazionali
- Campionato danese: 3

Brøndby: 1995-1996, 1996-1997, 1997-1998
- Coppa di Danimarca: 2

Brøndby: 1993-1994, 1997-1998

#### Individuale
- Miglior giocatore della 1. Division: 1991